# Jesus to a Child
Singles de George Michael
Killer / Papa Was a Rollin' Stone
(1993) Fastlove
(1996)
Jesus to a Child est un single de George Michael, premier de l'album Older (1996).

## Sujet
La chanson est un hommage mélancolique à l'amant brésilien de George Michael, Anselmo Feleppa, qu'il a rencontré à Rio de Janeiro en 1991. Feleppa est mort deux ans après leur rencontre d'une hémorragie cérébrale liée au syndrome d'immunodéficience acquise (SIDA). Le décès l'a rendu incapable d'écrire pendant 18 mois. Lors d'un matin d'octobre 1994, il écrit les paroles de cette chanson en chantant au piano chez lui en environ une heure et l'enregistrement de la chanson est terminé cinq jours plus tard. Le sujet exact de la chanson — et la nature de leur relation — est à l'époque une cause de spéculations, puisque George Michael ne révèle son homosexualité qu'en 1998.
La chanson est révélée en novembre 1994 lorsqu'il l'interprète au MTV Music Awards en Europe, un an avant la sortie en single.

## Style
La chanson est écrite avec un rythme et une harmonie qui sont influencés par le style bossa nova brésilien.

## Classement
Le titre a atteint la première place du hit-parade britannique et australien.
Aux États-Unis, le single entre directement en 7e position du Billboard Hot 100 en janvier 1996, et passe 14 semaines au palmarès.

## Postérité
Après la mort de George Michael en 2016, il est révélé que l'artiste a fait don en secret de tous ses droits sur la chanson à l'organisme de bienfaisance Childline (en).